# Cumulopuntia tumida
Cumulopuntia tumida ist eine Pflanzenart in der Gattung Cumulopuntia aus der Familie der Kakteengewächse (Cactaceae). Das Artepitheton tumida bedeutet ‚schwellend, geschwollen‘.

## Beschreibung
Cumulopuntia tumida wächst locker strauchig. Die kugelförmigen bis kurz ellipsoiden Triebabschnitte sind bis zu 10 Zentimeter lang und weisen Durchmesser von 4 bis 6 Zentimeter auf. Die im jungen Zustand vorstehenden 90 und mehr Areolen sind über den gesamten Triebabschnitt verteilt. Aus ihnen entspringen ein bis sieben weißliche Dornen mit brauner Spitze, die gelegentlich auch fehlen können. Die Dornen sind ungleich und die größeren pfriemlich. Sie sind bis zu 4 Zentimeter lang.
Die goldgelben Blüten weisen eine Länge von bis zu 3,5 Zentimeter auf. Ihr Perikarpell ist nur im Bereich der Spitze mit Areolen besetzt, die kleine, feine Dornen tragen. Die niedergedrückten Früchte erreichen Durchmesser von bis zu 3 Zentimeter. Sie sind mit feinen Dornen besetzt.

## Verbreitung und Systematik
Cumulopuntia tumida ist in Küstennähe in der peruanischen Region Arequipa verbreitet.
Die Erstbeschreibung erfolgte 1981 durch Friedrich Ritter. Nomenklatorische Synonyme sind Opuntia tumida (F.Ritter) D.R.Hunt (1997) und Sphaeropuntia sphaerica subsp. tumida (F.Ritter) Guiggi (2016).

## Nachweise